# سلطانزاده علي بك
سلطانزاده علي بك (بالتركية العثمانية: سلطان زادہ علی بے) (29 سبتمبر 1921 – 2 ديسمبر 1971) معروف أيضًا بتسمية علي أنور أكوغلو هو طيار عسكري عثماني، والدته هي الأميرة العثمانية ناجية سلطان ووالده هو القائد الشهير أنور پاشا.